# Gustavo
Gustavo Henrique Sousa (ur. 29 marca 1994 w Registro) – brazylijski piłkarz występujący na pozycji napastnika, grający od 2016 roku w brazylijskim Corinthians.
Był brazylijskim strzelcem roku 2018 – zdobył 30 goli w 45 meczach na wypożyczeniu w Fortalezie.

## Kariera
Gustavo rozpoczął swoją karierę profesjonalną w klubie Criciúma, gdzie zadebiutował 16 lutego 2014 w Campeonato Catarinense w meczu przeciwko Chapecoense. W roku 2015 został wypożyczony do Resende – rozegrał tam 6 meczów i zdobył dwa gole. W tym samym roku wypożyczony został później do Nacionalu, gdzie wystąpił w 19 meczach, lecz nie zdobył żadnej bramki. Wrócił do Criciúmy na 32 mecze i zdobył tam 18 goli. W sierpniu tego samego roku przeszedł do SC Corinthians Paulista.
Na początku 2017 roku został wypożyczony do klubu Bahia. Zdobył tam z drużyną Copa do Nordeste oraz zagrał w kilku meczach Série A. Nie spodobało mu się granie w tym klubie i przeszedł do Goiás, gdzie w 12 meczach zdobył tylko jednego gola. Pod koniec 2017 roku został wypożyczony przez Fortalezę, gdzie trenerem był były bramkarz-strzelec Rogério Ceni. W Fortalezie zdobył 30 goli w 45 meczach, dzięki czemu zdobył w Brazylii tytuł strzelca roku 2018.
Od stycznia 2019 ponownie gra dla Corinthians. Rozegrał już siedem meczów i zdobył pięć goli.

## Tytuły

### Klubowe
Resende
- Copa Rio (1): 2015

Bahia
- Copa do Nordeste (1): 2017

Fortaleza
- Campeonato Brasileiro Série B (1): 2018

### Indywidualne
Strzeleckie
- Campeonato Cearense: 2018 - 16 goli

Tytuły
- Prêmio Arthur Friedenreich: 2018